# Etterwinden
Etterwinden ist ein Ortsteil der Kreisstadt Bad Salzungen im Wartburgkreis in Thüringen. Der Ort hat 595 Einwohner (Stand: 7. Januar 2020).

## Geografie

### Geografische Lage
Etterwinden befindet sich am Südrand des westlichen Thüringer Waldes im Naturpark Thüringer Wald. Der Ort liegt etwa zehn Kilometer südlich von Eisenach, am Oberlauf des Flüsschen Elte, einem rechten Nebenfluss der Werra. Östlich vom Ort verläuft der Rennsteig, südlich der Sallmannshäuser Rennsteig. Vom Wald umschlossen, liegt der Ort in einer Art Rodungsinsel. Der Ort befindet sich am Osthang des Eichberges (453,9 m ü. NN). Von wirtschaftlicher Bedeutung ist der Eisenberg (469,6 m ü. NN), etwa 800 m östlich der Ortslage mit einem Steinbruch. Die Gesamtfläche der Gemarkung beträgt 9,11 km².

### Nachbarorte
Der Ort grenzt im Süden an die Ortsteile Waldfisch und Möhra, im Westen an den Ortsteil Kupfersuhl, im Nordwesten und Norden an die Gemarkung Eckardtshausen (Gemeinde Gerstungen) sowie im Osten entlang des Rennsteigs an die Stadt Ruhla.

## Geschichte

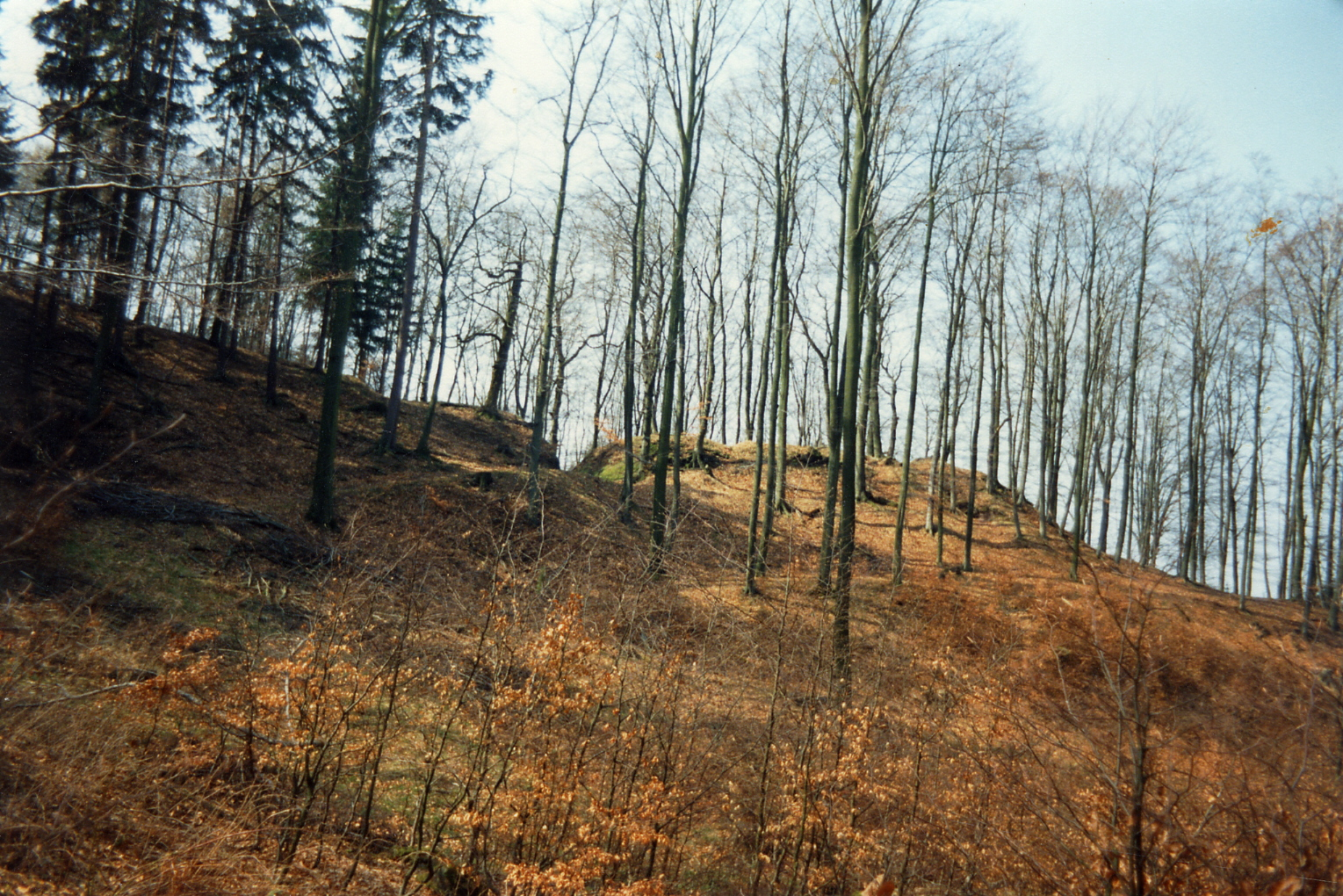
Blick zur Burgstelle Alter Ringelstein

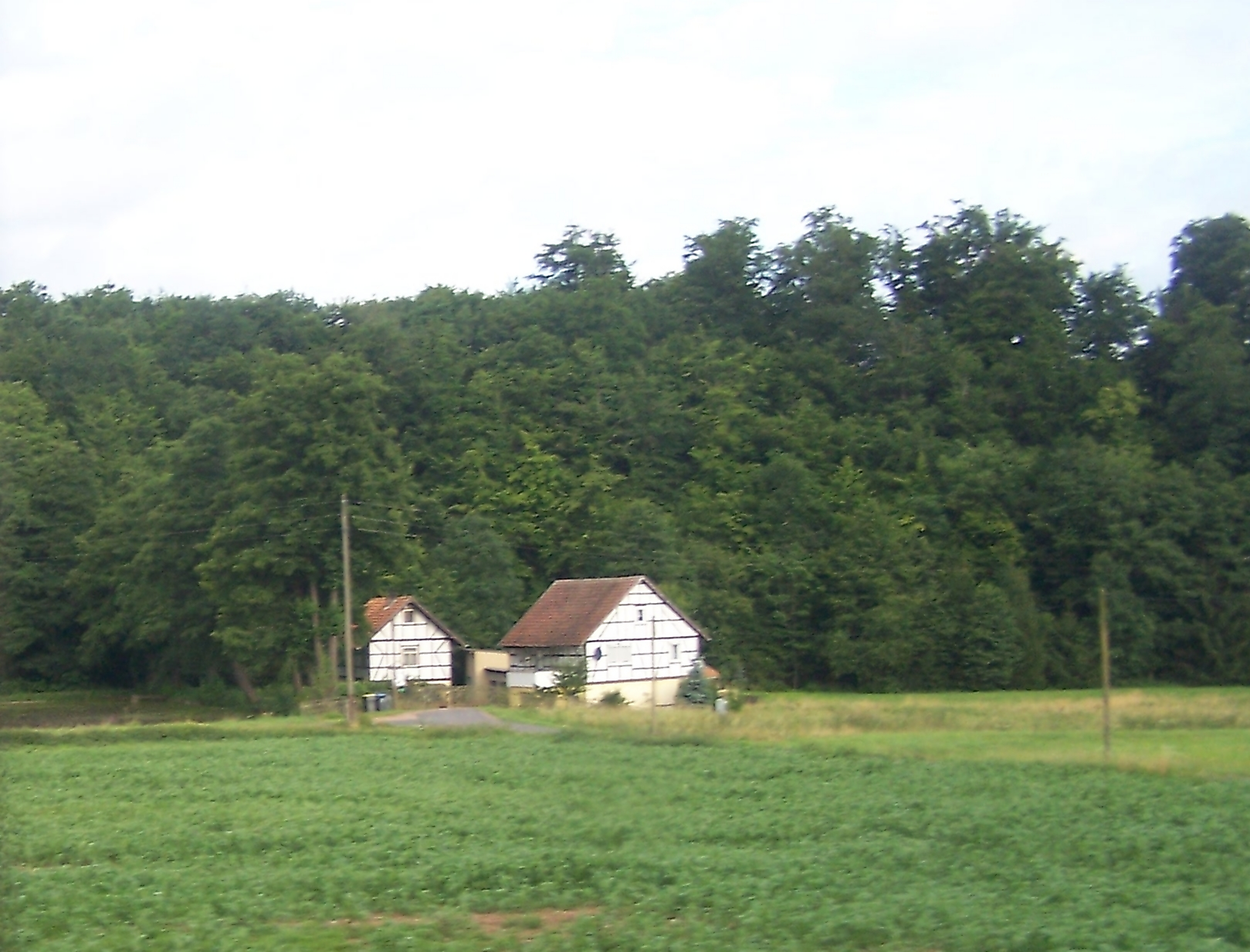
Die Taubeneller Mühle

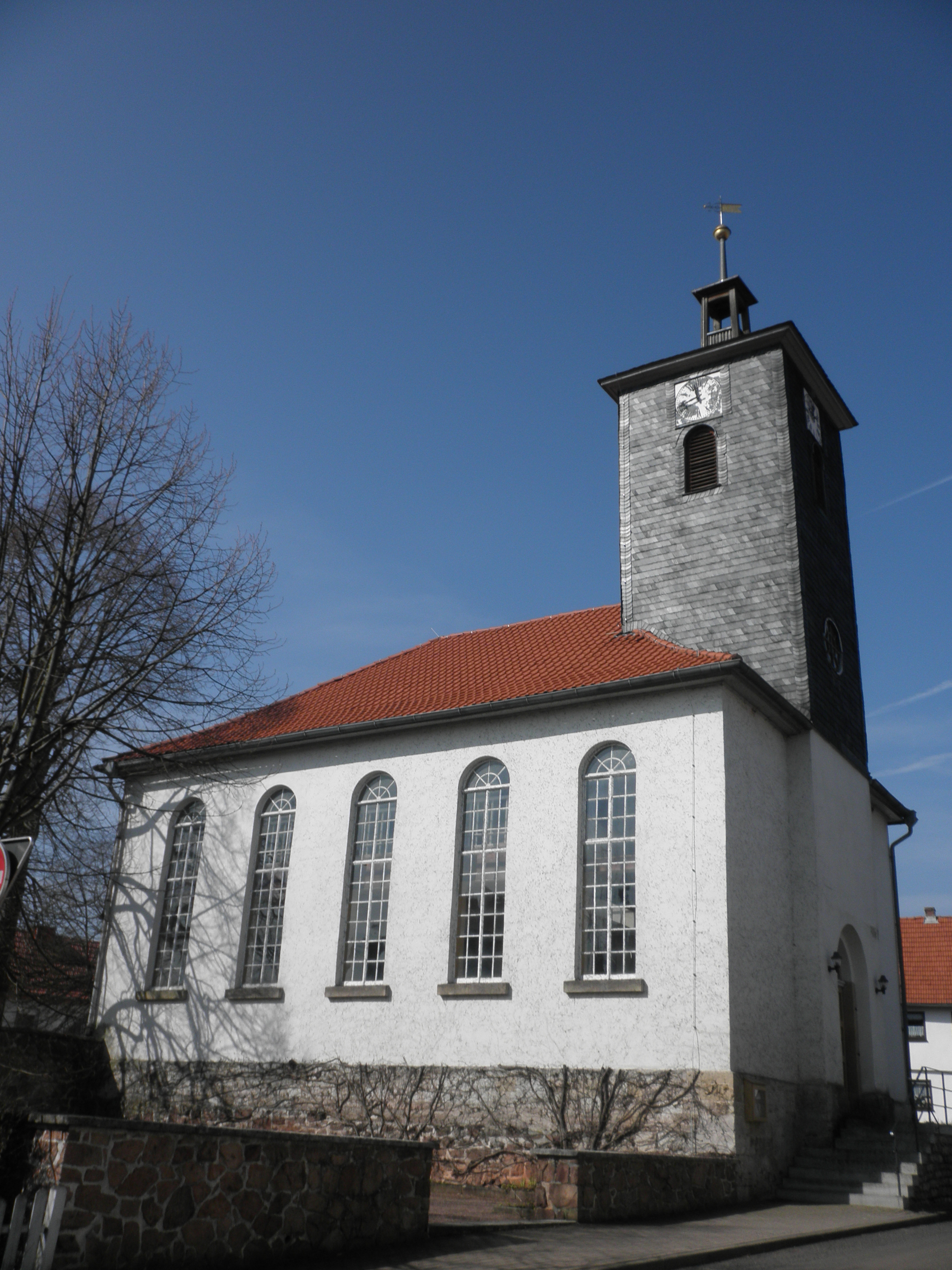
Die Kirche in Etterwinden

Eine erste urkundliche Erwähnung als Sterwinde ist von 1242 überliefert.
Der Ort Etterwinden soll nach Anschauung der älteren Heimatforschung als Siedlung deportierter slawischer Kriegsgefangener in der Zeit des Ostfrankenreiches entstanden sein. Dies wird inzwischen durch Forschungsergebnisse widerlegt. Demnach entstand der Ort wohl schon im 8. Jahrhundert, der Ortsname bedeutet: „umzäunte Waldwiese/Weide“.
Im Hochmittelalter befand sich zudem ein Ort „Schönewinden“ und weitere Siedlungsplätze am Oberlauf der Elte. Alle diese Siedlungsplätze wurden nach Kriegen und Seuchen aufgegeben und beim Hof (?) Etterwinden wurde das jetzige Dorf angelegt (Gründungslegende).
Die Einwohner lebten bis 1330 im Herrschaftsgebiet der Frankensteiner. Sie lebten von der Landwirtschaft oder waren als Holzfäller, Wanderschmiede und Köhler in den Ruhlaer Wäldern unterwegs. Am Eisenberg bei Etterwinden entdeckte man Eisenerz und betrieb dort bis in das 20. Jahrhundert Bergbau und Steinbrüche. In der Nähe des einstigen Ortes Taubenellen befand sich die oberste Mühle des Eltetales. Etterwinden gehörte verschiedenen Adeligen, zuletzt den Herren von Reckerodt, welche 1523 an den Amtmann der Wartburg für 400 Gulden verkauften.
Südlich des Ortes entstanden schon im 12. Jahrhundert nahe der Nürnberger Straße zwei Burganlagen im Wald – der Alte Ringelstein unterhalb vom Jagdhaus Kissel und der Neue Ringelstein in der Gemarkung Waldfisch. Fern der benachbarten Dörfer dienten diese Burgen vorrangig als Straßenposten und Zollstationen. Über mehrere Jahrhunderte verlief südlich von Etterwinden die Grenze zwischen den späteren Herzogtümern Sachsen-Eisenach und Sachsen-Meiningen. In die Sagenwelt Thüringens fand der Alte Ringelstein als Raubschloss Eingang (Sage vom Brautborn).
Die Eisenacher Forste müssen für die Jagd ergiebig gewesen sein, denn recht häufig wurden hier Jagdlager aufgeschlagen. Der Amtmann der  Wartburg ließ 1524/25 ein besonderes Jagdhaus im nahen Wintershausen auf seine Kosten bauen. Beliebt waren die Bärenjagden, wobei 1537 ein Etterwinder Treiber verletzt wurde, man gewährte ihm ein Schmerzensgeld in Korn. Rings um das Dorf markieren zahlreiche Grenzsteine die Dorfgemarkung und zugleich die Ausdehnung der herzoglichen Jagdreviere.
Im 16. Jahrhundert erreichte der Kupferbergbau im Gebiet um Kupfersuhl und Möhra seinen Höhepunkt, Reste der einstigen Schachtanlagen, Teiche und Wassergräben findet man noch um den Wackenhof und an der Straße nach Kupfersuhl im Flachsland. Die Nachbarorte waren in dieser Zeit durch Fuhrleistungen und beim Bau von Wegen und Gebäuden beteiligt, wie die aus dieser Zeit belegten Bergwerksunterlagen belegen.
Die Kirche in der Ortsmitte entstand 1569 als Filialkirche von Eckardtshausen. Die wenigen Einwohner des Dorfes waren nach dem Dreißigjährigen Krieg finanziell nicht in der Lage, das Gebäude instand zu setzen. 1817 wird das durch Unwetter und Krieg weiter geschädigte Kirchengebäude als sehr mangelhaft und baufällig klassifiziert. Die Ruine wurde 1842 abgetragen; der evangelische Pfarrer Scheidel aus Eckardtshausen legte unverzüglich Pläne für einen Neubau vor, bereits am 24. September 1843 waren die Rohbauarbeiten mit dem Aufsetzen der Wetterfahne und Kirchturmknopf abgeschlossen, die feierliche Einweihung erfolgte am 14. Juli 1844. Dem schlichten Baustil der Dorfkirche entspricht auch die noch erhaltene Innenausstattung.
Im Nachbarort Ruhla entstanden nach 1850 zahlreiche Manufakturbetriebe, in denen die Etterwinder Bevölkerung Arbeit fand. Hierzu musste täglich zweimal der Weg (anfangs noch zu Fuß) über den Rennsteig auf der Gollertstraße zurückgelegt werden.
Landwirtschaft konnte in der Regel wegen des rauen Klimas und der armen Krume nur im Nebenerwerb betrieben werden. Erst der industrielle Aufschwung in Ruhla schuf die Grundlage für ein Bevölkerungswachstum zum Ende des 19. Jahrhunderts.
Etterwinden gehörte seit dem Mittelalter zum direkten Umfeld der Wartburg, letztendlich deswegen befand es sich im Kreis Eisenach als dessen höchstgelegene Dorfgemeinde. Die Grenzlage hatte zur Folge, dass sich der Dialekt erheblich vom Werragebiet und auch schon zum nächstgelegenen Ort im Moorgrund, Waldfisch, abhebt. Die vielen in der Industrie des Erbstromtals tätigen Einwohner waren Ursache für die während der DDR-Zeit bestandenen Zugehörigkeit zum Gemeindeverband Ruhla (Ruhla, Thal, Kittelsthal, Seebach). Etterwinden gehört bis heute zum Telefonvorwahlgebiet „036929“ (Ruhla). Nach der Wiedervereinigung orientierte sich der Ort nach Oberellen. Mitgliedsgemeinden der nun entstandenen Verwaltungsgemeinschaft Eltetal waren die Orte Eckardtshausen, Etterwinden, Förtha, Oberellen, Unterellen und Wolfsburg-Unkeroda. Anlässlich der Thüringer Kreisreform wurde Etterwinden am 1. Januar 1996 nach Moorgrund eingemeindet. Seitdem ist auch die Postleitzahl 36433 mit Bad Salzungen identisch. Heute bietet sich aufgrund der Erreichbarkeit mit ÖNV, der vorrangigen Erwerbstätigkeit der Einwohner in und bei Eisenach und vor allem der geschichtlichen Zugehörigkeit an, bei der anstehenden Gebietsreform näher nach Eisenach zu rücken.
Der älteste Traditionsverein des Ortes ist der „Gemischte Volkschor Etterwinden“, er wurde 1883 gegründet. Neben dem Fußballverein und der Freiwilligen Feuerwehr entstand auch der „Etterwindener Carnevalsclub“ in der DDR-Zeit. Erst nach 1990 entstand der örtliche Schützenverein. Die Jagdgenossenschaft mit ihren Jagdhornbläsern zählt ebenfalls zu den Traditionsvereinen in Etterwinden. Ein Kindergarten, das Dorfgemeinschaftshaus, die Räume der evangelischen Kirchgemeinde und ein Kinderspielplatz zählen zu den „Ersten Adressen“ im Ort.
Im Zuge der Dorferneuerung von 2012 bis 2017 wurden in Etterwinden umfangreiche Sanierungsmaßnahmen wie die Neugestaltung des Dorfplatzes sowie die Sanierung der alten Gemeindeverwaltung durchgeführt sowie ein Großteil des Straßennetzes (Triftstraße, Am Friedhof, Kupfersuhler Straße, Schulstraße, Unterm Eichenberg) samt Versorgungsleitungen grundhaft und dorfgerecht ausgebaut.
Am 1. Dezember 2020 wurde die Gemeinde Moorgrund nach Bad Salzungen eingemeindet.

### Einwohnerentwicklung
Entwicklung der Einwohnerzahl (31. Dezember):
| - 1992: 651 - 1994: 664 - 1995: 664 - 2014: 610 - 2015: 598 - 2016: 602 - 2017: 609 - 2018: 595 |

## Sehenswürdigkeiten
- die evangelische Kirche von Etterwinden befindet sich in der Ortsmitte.
- das Ortsbild von Etterwinden wird noch von Fachwerkhäusern geprägt.
- ein historischer Grenzstein befindet sich am Sallmannshäuser Rennsteig an dessen Kreuzung  mit der Bundesstraße 19 (etwa 1,5 km südlich der Ortslage)
- das Camphaus ist ein Forsthaus nahe der Taubeneller Mühle. Das zunächst als Gästehaus des Staatlichen Forstbetriebes genutzte Gebäude wurde auch als Drehort für einen Kriminalfilm des DFF aus der Reihe: Der Staatsanwalt hat das Wort, Folge 100, Hubertusjagd von 1985 mit Rolf Hoppe in der Rolle eines Försters genutzt.
- Die Mörsche Kuppe ist ein Etappenort des Sallmannshäuser Rennsteigs und bietet zwei Aussichtspunkte- nach Norden in das Eltetal und nach Süden in den Moorgrund.
- Traubeneiche mit einem Brusthöhenumfang von 6,28 m (2014).[13]

## Verkehr

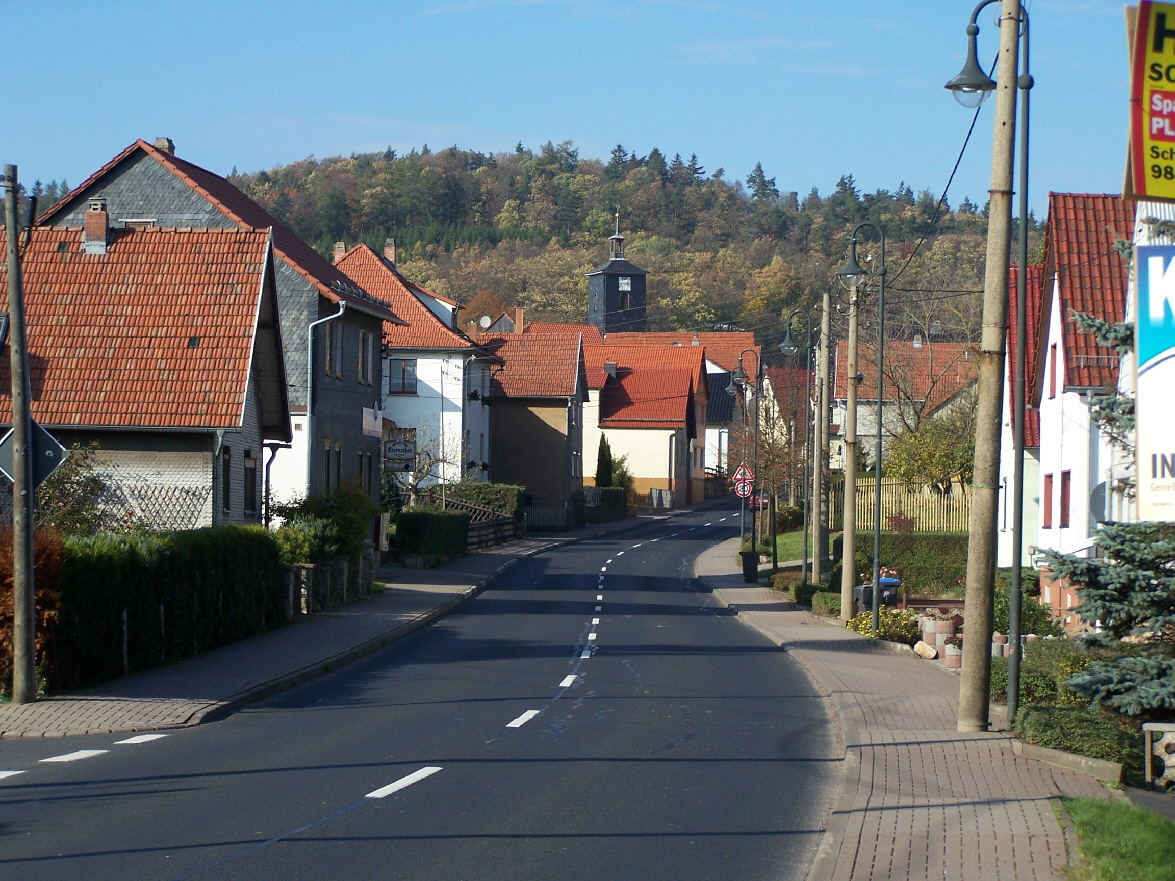
Die Hauptstraße in Etterwinden

Die nächstgelegene Anschlussstelle (Eisenach Ost) der A 4 befindet sich vierzehn Kilometer entfernt. Durch den Ort verläuft die B 19 im Abschnitt Eisenach–Breitungen/Werra–Meiningen. Von dieser zweigt im Ort die Landesstraße 1126 nach Ruhla ab. Die nächstgelegenen Bahnhöfe befinden sich in Eisenach und in der Kreisstadt Bad Salzungen. Im sieben Kilometer entfernten Ettenhausen/Suhl befindet sich ein Haltepunkt der Süd-Thüringen-Bahn.

## Personen
- Otto Ludwig Rudolf Staudt (1870–?), Forstmeister in Dermbach; Initiator des ersten Naturschutzgebietes in Thüringen (1938, Forst Ibengarten).[14]
- Aus Etterwinden stammt der 1955 geborene Thüringer Holzbildhauer Ralf Täfler, er lebt und arbeitet heute im Schloss Glücksbrunn im Nachbarort Schweina.